# هاينريش جيرهارد كوهن
هاينريش جيرهارد كوهن (بالإنجليزية: Heinrich Gerhard Kuhn)‏ (و. 1904 – 1994 م) هو فيزيائي من المملكة المتحدة . شارك في مشروع مانهاتن .وكان عضواً في الجمعية الملكية .

## جوائز
حصل على جوائز منها:
- جائزة هوولوك [الإنجليزية]‏ (1967).